# 뉴시스 작도
뉴시스 작도(영어: Neusis construction)는 눈금있는 자를 이용한 작도를 말한다. 뉴시스 작도는 삼차 방정식을 풀 수 있으므로 세제곱근이 등장하는 삼차방정식의 해를 구해야 하는 각의 3등분과 입방 배적 문제를 풀 수 있다. 고대 그리스인들은 뉴시스 작도를 이용해 정칠각형, 정구각형, 정십삼각형을 작도할 수 있었다.

## 다각형 작도
뉴시스 작도를 이용하면 각의 3등분을 할 수 있으므로, {\displaystyle 2^{u}3^{v}} 각형은 모두 작도가 가능하고, 소수각형 p각형에 대해 p가 n이 {\displaystyle 2^{2^{n}}+1} 꼴로 나타낼 수 있는 페르마 소수 이거나 {\displaystyle 2^{u}3^{v}+1} 꼴로 나타낼 수 있는 피어폰트 소수인 경우에 뉴시스 작도가 가능하다. {\displaystyle 2^{u}3^{v}5^{w}+1} 꼴이 아닌 경우 뉴시스 작도가 불가능하다. {\displaystyle 5^{w}} 각형과, 11각형이 아닌 {\displaystyle p=2^{u}3^{v}5^{w}+1} 꼴(p>11)의 소수각형은 작도 가능 여부를 알 수 없다. 11각형의 뉴시스 작도법은 현대인 2014년에 발견되었다.
n이 아래와 같으면 뉴시스 작도가 가능하다.
3, 4, 5, 6, 7, 8, 9, 10, 11, 12, 13, 14, 15, 16, 17, 18, 19, 20, 21, 22, 24, 26, 27, 28, 30, 32, 33, 34, 35, 36, 37, 38, 39, 40, 42, 44, 45, 48, 51, 52, 54, 55, 56, 57, 60, 63, 64, 65, 66, 68, 70, 72, 73, 74, 76, 77, 78, 80, 81, 84, 85, 88, 90, 91, 95, 96, 97, 99, 102, 104, 105, 108, 109, 110, 111, 112, 114, 117, 119, 120, 126, 128, 129 , 130 ... (OEIS의 수열 A122254), 각의 3등분을 이용해 작도 가능한 다각형에 Benjamin과 Snyder가 정십일각형이 뉴시스 작도가 가능하다는 사실을 밝힌 것을 반영해 수정
다음 다각형은 뉴시스 작도가 불가능하다.
23, 29, 43, 46, 47, 49, 53, 58, 59, 67, 69, 71, 79, 83, 86, 87, 89, 92, 94, 98, 103, 106, 107, 113, 115, 116, 118, 121, 127, ... (OEIS의 수열 A048136), 같은 식으로 편집됨
아래 다각형은 뉴시스 작도가 가능한지 밝혀지지 않았다.
25, 31, 41, 50, 61, 62, 75, 82, 93, 100, 101, 122, 123, 124, 125, ...

## 뉴시스 작도를 이용해서각을 3등분하기

뉴시스 작도를 이용해서 각을 3등분한 모습

뉴시스 작도를 이용해서 주어진 선분의 배 길이를 구한 모습

뉴시스 작도를 이용해서 각을 3등분 하는 방법은 다음과 같다.
- 1. 주어진 각을 중심으로 하는 원을 그리고 원의 반지름의 길이를 눈금으로 표기한다.
- 2. 주어진 각의 반대방향으로 반직선 BD를 그린다.
- 3. 원 위의 있는 각의 한 점 A와 점 D를 잇는 선분 AD를 그린다. 이때 선분 AD와 원의 교점인 점 C와 반직선 BD 위에 있는 점 D를 잇는 선분 CD의 길이가 반지름의 길이와 같아야 한다.

위의 과정에서 삼각형 BCD는 {\displaystyle {\overline {BC}}={\overline {CD}}}인 이등변 삼각형이고, 삼각형 ABC는 {\displaystyle {\overline {AB}}={\overline {BC}}}인 이등변 삼각형이다. 따라서, {\displaystyle c=2b}이고, {\displaystyle a=b+c} 이므로 {\displaystyle a=3b}이다.

## 뉴시스 작도를 이용해서주어진 선분의23{\displaystyle {\sqrt[{3}]{2}}}배 길이작도하기
뉴시스 작도를 이용해서 주어진 선분의 {\displaystyle {\sqrt[{3}]{2}}}배 길이를 작도하는 방법은 다음과 같다.
- 1. 원 3개를 이용해서 정삼각형 ABC를 작도한다.
- 2. 정삼각형의 한 변의 길이를 눈금으로 표기하고, 정삼각형의 꼭짓점 B에서 정삼각형의 반대 방향으로 정삼각형의 한 변의 길이만큼 연장해 선분 BD를 그린다.
- 3. 정삼각형의 꼭짓점 C에서 정삼각형과 반대 방향으로 뻗어나가는 반직선 CE를 그린다.
- 4. 점 D와 점 C를 잇는 반직선 DF를 그린다.
- 5. 반직선 CE 상에 있는 점 H와 정삼각형 ABC의 꼭짓점 A를 잇는 선분 AH를 그린다. 이때 반직선 DF와 선분 AH의 교점인 G와 H를 잇는 선분 GH의 길이가 정삼각형의 한 변의 길이와 같아야 한다.

이 과정을 통해 작도되는 선분 AG의 길이는 정삼각형의 한 변의 길이의 {\displaystyle {\sqrt[{3}]{2}}}배 길이이다.

## 같이 보기
- 각의 3등분
- 피어폰트 소수
- 곱자